# Shoemake Nunatak
Shoemake Nunatak är en nunatak i Antarktis. Den ligger i Västantarktis. Inget land gör anspråk på området. Toppen på Shoemake Nunatak är 614 meter över havet.
Terrängen runt Shoemake Nunatak är kuperad norrut, men söderut är den platt. Trakten är obefolkad. Det finns inga samhällen i närheten. 